# Christian Bassogog
Christian Mougang Bassogog (Duala, 18 de octubre de 1995) es un futbolista camerunés que juega de delantero en el Al-Okhdood Club de la Liga Profesional Saudí.

## Clubes
| Club                   | País           | Año       |
| ---------------------- | -------------- | --------- |
| Rainbow F. C.          | Camerún        | 2013-2015 |
| Wilmington Hammerheads | Estados Unidos | 2015      |
| Aalborg BK             | Dinamarca      | 2015-2017 |
| Henan Jianye F. C.     | China          | 2017-2021 |
| Shanghái Shenhua       | China          | 2021-2023 |
| Ankaragücü             | Turquía        | 2024      |
| Al-Okhdood Club        | Arabia Saudita | 2024-     |

## Palmarés

### Títulos nacionales
| Título        | Club             | País  | Año  |
| ------------- | ---------------- | ----- | ---- |
| Copa de China | Shanghái Shenhua | China | 2023 |

### Títulos internacionales
| Título                  | Club (*)             | Sede  | Año  |
| ----------------------- | -------------------- | ----- | ---- |
| Copa África de Naciones | Selección de Camerún | Gabón | 2017 |

Incluyendo la selección.

### Distinciones individuales
| Distinción                                  | Año  |
| ------------------------------------------- | ---- |
| Mejor Jugador de la Copa África de Naciones | 2017 |